# Choi In-jeong
Choi In-jeong (kor. 최인정, ur. 21 maja 1990 w Seulu) – koreańska szpadzistka, dwukrotna medalistka olimpijska i trzykrotna medalistka mistrzostw świata.
Podczas igrzysk olimpijskich w Londynie Koreanki w składzie: Shin A-lam, Jung Hyo-jung, Choi In-jeong i Choi Eun-sook wywalczyły drużynowo srebrny medal. W rywalizacji indywidualnej Choi zajęła tam dziewiątą pozycję. Na rozgrywanych cztery lata później igrzyskach w Rio de Janeiro była szósta drużynowo i siódma indywidualnie. Brała też udział w igrzyskach olimpijskich w Tokio, gdzie razem z Kang Young-mi, Lee Hye-in i Song Se-ra zdobyła kolejny srebrny medal. W zawodach indywidualnych zajęła tym razem siedemnastą pozycję.
Na mistrzostwach świata w Wuxi w 2018 roku zdobyła srebrny medal w zawodach drużynowych. Podczas mistrzostw świata w Kairze w 2022 roku Koreanki z Choi w składzie wywalczyły drużynowo złoty medal, a na rozgrywanych rok później mistrzostwach świata w Mediolanie zajęły trzecie miejsce. 
Zdobyła także srebro drużynowo i brąz indywidualnie na igrzyskach azjatyckich w Inczon (2014) i igrzyskach azjatyckich w Dżakarcie (2018) oraz złoto w obu konkurencjach na igrzyskach azjatyckich w Hangzhou (2022).
Ponadto wielokrotnie zdobywała medale mistrzostw Azji, w tym złote indywidualnie na mistrzostwach Azji w Seulu (2011) i na mistrzostwach Azji w Suwon (2014) oraz drużynowo na mistrzostwach Azji w Singapurze (2015), mistrzostwach Azji w Wuxi (2016), mistrzostwach Azji w Tokio (2019) i mistrzostwach Azji w Seulu (2022).